# Терраньо, Родольфо
Родольфо Эктор Терраньо (исп. Rodolfo Héctor Terragno; род. 16 ноября 1943, Буэнос-Айрес) — аргентинский политический и государственный деятель, глава Кабинета министров (1999—2000).

## Биография
Родился 16 ноября 1943 года в Буэнос-Айресе, Аргентина. Учился на юридическом факультете Университета Буэнос-Айреса, который окончил в 1967 году, получив диплом юриста. Позднее он основал небольшую юридическую фирму «Terragno & Associates».
После окончания обучения он занялся журналистикой, а в с 1967 по 1968 год был главным редактором новостного издания Confirmado. В 1973 году Терраньо стал помощником профессора права в своём родном университете. После установления военной диктатуры Терраньо был вынужден переехать в Каракас, где стал главным редактором местной газеты El Diario de Caracas. В 1980 году он был назначен научным сотрудником Лондонской школы экономики и политических наук, где проработал до 1982 года. На протяжении нескольких лет он был главным редактором британского журнала Letters.
После возвращения в Аргентину Терраньо начал политическую карьеру в партии Гражданский радикальный союз, а в сентябре 1987 года президент Рауль Альфонсин назначил его министром общественных работ. В декабре 1993 года Терраньо был избран членом Палаты депутатов Аргентины от Буэнос-Айреса, пробыв на этом посту следующие шесть лет. Он также был кандидатом на пост вице-президента страны от партии совместно с Федерико Сторани, но они потерпели поражение.
После ухода из Палаты депутатов Терраньо занял пост главы Кабинета министров Аргентины при президенте Фернандо Де ла Руа, но из-за скандала со взяточничеством, в котором был замешан и сам президент, он подал в отставку в октябре 2000 года. В декабре 2001 года он вступил в должность сенатора Аргентины от Буэнос-Айреса, пробыв на этом посту до декабря 2007 года.
С февраля 2016 по декабрь 2019 года Терраньо занимал пост постоянного представителя Аргентины при ЮНЕСКО.